# Lacinipolia luteimacula
Lacinipolia luteimacula là một loài bướm đêm trong họ Noctuidae.